# Succotash
Succotash (z narragansettského sohquttahhash, v překladu rozbitá jádra) je pokrm, jehož základem jsou fazole a kukuřice, ke kterým se často přidávají další ingredience, například maso, tuříny, rajčata, papriky nebo okra. Díky spojení obilnin a luštěnin succotash obsahuje všechny esenciální aminokyseliny. Lze se s ním setkat v americké, kanadské a africké kuchyni (především v kuchyni Rovníkové Guineje).
Díky tomu, že je succotash levný na přípravu byl poměrně populárním pokrmem v USA během Velké hospodářské krize. Succotash je v oblasti Nové Anglie a Pensylvánie tradičním jídlem na Den díkůvzdání. Na Americkém jihu se jako succotash označuje jakýkoliv pokrm z měsíčních fazolí smíchaných se zeleninou.
V Africe je succotash rozšířený především v Rovníkové Guineji, kde je dokonce i národním jídlem tohoto státu.